# Duboki Potok (kanton sarajewski)
Duboki Potok (serb. Дубоки Поток) – wieś w środkowo-wschodniej Bośni i Hercegowinie, w Federacji Bośni i Hercegowiny, w kantonie sarajewskim, w gminie Ilijaš.

## Położenie
Wieś położona jest w odległości około 20 km na północny wschód od stolicy gminy- Ilijaš i około 25 km na północ od Sarajewa, nad rzeką Smolnica, stanowiącą prawostronny dopływ Ljubiny, około 1 km od drogi M18. Według regionalizacji fizycznogeograficznej Europy, zgodnej z uniwersalną klasyfikacją dziesiętną, przedstawioną w 1971 roku, wieś położona jest na obszarze megaregionu Półwysep Bałkański, prowincji Góry Dynarskie.

## Klimat
Miejscowość położona jest w strefie klimatu umiarkowanego przejściowego między klimatem kontynentalnym a śródziemnomorskim. Charakterystycznymi cechami tego klimatu są bardzo mroźne zimy i upalne lata. Dodatkowo zimą występują bardzo silne wiatry.

## Demografia
W 1991 roku wieś zamieszkiwało 11 osób, wszystkie deklarujące narodowość serbską. Od 1961 roku następowały następujące zmiany liczby ludności wsi Duboki Potok:
| Rok             | 1961 | 1971 | 1981 | 1991 |
| Liczba ludności | 48   | 37   | 38   | 11   |